# Winona (Minnesota)
Winona é uma cidade localizada no estado americano de Minnesota, no Condado de Winona.

## Demografia
Segundo o censo americano de 2000, a sua população era de 27.069 habitantes.
Em 2006, foi estimada uma população de 26.533, um decréscimo de 536 (-2.0%).

## Geografia
De acordo com o United States Census Bureau tem uma área de 61,0 km², dos quais 47,2 km² cobertos por terra e 13,8 km² cobertos por água.

## Localidades na vizinhança
O diagrama seguinte representa as localidades num raio de 16 km ao redor de Winona.